# 安托諾夫An-70
安托諾夫An-70（烏克蘭語：Антонов Ан-70）為一新世代四引擎中程運輸機，並為首台以槳扇發動機驅動之大型飛行器。該機由安托諾夫設計局所研製，於1994年12月6日，在烏克蘭的基輔首飛。

## 性能諸元
基本信息
- 机组：3-5
- 容量：300 troops or 206 wounded

性能

## 外部連結
- Antonov product page
- 杭州衛視-安托諾夫An-70  （页面存档备份，存于）